# Phascolosomatida
Phascolosomatida is een orde in de taxonomische indeling van de Sipuncula (Pindawormen).

## Taxonomie
De Phascolosomatida omvat één familie met drie geslachten:
- Phascolosomatidae
  - Antillesoma
  - Apionsoma
  - Phascolosoma